# Monastère orthodoxe Notre-Dame-de-Nourieh
Le monastère orthodoxe Notre-Dame-de-Nourieh (en arabe : دير سيدة النورية) est un monastère du Liban situé à Hamat.